# Puyallup
Puyallup (Spwiya'laphabsh), / od Pwiya'lap, domorodački naziv za rijeku Puyallup (Swanton). prema drugoj verziji dolazi od yakima naziva "pough-allup" (=generous people)./ pleme Salishan Indijanaca s ušća istoimene rijeke i obližnje obale Washingtona, uključujući i Carr Inlet i otok Vashon. 

## Jezik
Jezik Puyallupa pripada dijalektalnoj grupi Nisqually, porodica Salishan, a pripadaju joj i jezici Indijanaca Duwamish, Muckleshoot, Nisqually, Sahehwamish, Snoqualmie, Suquamish.

## Ogranci
Puyallupi su se tradicionalno sastojali od 12 lokalnih skupina, to su:
- Esha'ktlabsh, na Hylebos Waterwayu.
- Kalka'lak, na ušću Wappato Creeka.
- Klbalt, u Glencove.
- Puyallup vlastiti ili Spwiya'laphabsh, na Commencement Bayu i Puyallup Riveru pa sve do Clarks Creeka.
- Sha'tckad, tamo gdje se Clay Creek ulijeva u Puyallup River.
- Sko'tlbabsh,  Carr Inlet, uključujući naselje Sko'tlbabsh na Carr Inletu kod Mintera.
- Skwapa'bsh, na južnom dijelu otoka Vashon Island i zapadno od Narrowsa, uključujući 'grad' istog imena na ušću Gig Harbora.
- Skwlo'tsid, Wollochet Bay.
- Steilacoom, na Steilacoom Creeku i obližnoj obali. Glavno naselje nalazilo se na mjestu današnjeg Steilacooma.
- Tsugwa'lethl, Quartermaster Harbor.
- Tule'lakle,  Burley Lagoon, Carr Inlet.
- Twa'debshab, na ušću potoka koji je nekada predavao svoje vode Commencement Bayu na mjestu današnje Tacome.

## Povijest
Puyallup populacija mogla je 1700. iznosilti oko 1,000, naseljenih u području Puget Sounda gdježive prvenstveno od ribolova ,te lova i sakupljanja. Prvi ih možda opaža 1788.  kapetan britanske fregate, John Mears, koji ponovno otkriva prolaz Juan de Fuca, godinu dana nakon britanskog kapetana Charles W. Barkleya. Godine 1854 Puyallupi potpisuju ugovor Treaty of Medicine Creek, nakon čega odlaze na maleni rezervat na Puget Soundu, prepuštajući svoju zemlju SAD-u. Godinu dana kasnije (1855) Puyallupi će pristupiti ratu protiv bijelaca poznatom kao The Indian War of 1855, do kojega dolazi sredinom rujna, kada guverner teritorija Charles H Mason izvještava, da su Indijanci poubijali neke bijelce koji su putovali u istočni Washington. On požuri zatražiti pomoć iz Fort Steilacooma i poručnika William A. Slaughtera i njgovih ljudi iz Naches Passa. Okupio se i velik broj Yakima Indijanaca. Dolazit će do više obračuna, a rat će završiti 185. bitkom kod Connell’s Prairiea na glavnom putu prema Naches Passa, napadom, kako kaže poručnik Gilmore Hays, 150 indijanskih ratnika na jednu stotinu njegovih ljudi. Devetnaestog dana mjeseca svibnja 1856. pukovnik Silas Casey, zapovjednik trupa u Fort Steilacoomu, izvještava svoje nadređene, da je rat zapadno od Kaskadskog gorja (Cascade Range), završen. -Puyallupi 2000. godine broje 2,000 duša a plemenski budžet popunjava se najviše iz prihoda kockarnice Emerald Queen Casino (EQC)u Tacomi.

## Etnografija
Kultura Puyallupa pripada Sjeverozapadnom obalnom području, tipičnu plemenima s Puget Sounda. Njihova materijalna kultura temelji se na iskorištavanju jedne vrste divovskog drveta, tuje ili cedra, u američkom-engleskom poznatom kao 'western red cedar' (Thuja plicata), od kojih su Puyallupi gradili svoje kuće i izrađivali odjeću i pleli košare. –Ribolov, poglavito losos ima glavnu ulogu u njihovoj prehrani, a tek onda po značaju ulogu imaju sakupljanje i lov. 

## Vanjske poveznice
- Puyallup Indian Tribe
- James Mooney, Puyallup Indians
- Puyallup Tribe of Indians  Arhivirana inačica izvorne stranice od 6. svibnja 2005. (Wayback Machine)